# 劉景巖
刘景岩，五代十国后唐、后晋、后汉官员，延州人。
其家是富户，能以钱财交游豪俊。事奉高万金为部曲，其后担任丹州刺史。石敬瑭起兵太原，李从珂让百姓每七家出一人为义兵。延州彰武軍節度使杨汉章征发乡民赴京师，将要出发，刘景岩派人激怒义兵，杀死杨汉章，迎刘景岩为延州留后。石敬瑭即位，拜刘景岩为节度使。刘景岩的从事熊皦，为人多智，暗中察知刘景岩跋扈难制，怕他有异心，想要让他利令智昏，于是对他说，边地不可久安，向他陈说保名享利之策，说邠州、泾州多良田，获利百倍，应该多卖田得利来自厚。刘景岩信了他，一年多，其获甚多。刘景岩派熊皦朝觐京师，熊皦说：“刘景岩不应该在边地，可迁到内地。”于是刘景岩改镇邠州，熊皦入朝拜为补阙，刘景岩又改镇保义，不久，又改镇武胜。刘景岩明白熊皦出卖自己，于是诬奏熊皦隐藏自己的玉带，熊皦于是贬为商州上津县令。熊皦怕刘景岩加害他，途中逃走，藏匿山中。开运三年（946年），刘景岩罢武勝軍節度使，以太子太师致仕，居住在华州。契丹进犯京师，以周密镇守延州，刘景岩回到故里。延州人赶走周密，立高允權为节度使，高允权妻刘氏，是刘景岩的孙女。刘景岩良田甲第、奴仆很多，党项司家族在近郊畜牧，尤其富强，刘景岩与他往来，高允权非常担心。高允权之妻逢年过节回娘家，刘景岩对他说：“高郎只是一个县令的材料，而有此延州，他能保住吗？”高允权更讨厌他了，心中又贪图他的田宅，于是诬告他造反，将他杀死，时年八十馀岁。长子刘行琮，官至德州刺史，罢职，留京师，也被杀害。次子刘行谦，是高允权的岳父，高允权上奏说他不是刘景岩的儿子，于是免罪不诛。